# Aphelandra gunnarii
Aphelandra gunnarii är en akantusväxtart som beskrevs av D.C. Wasshausen. Aphelandra gunnarii ingår i släktet Aphelandra och familjen akantusväxter. Inga underarter finns listade i Catalogue of Life.